# Шеррингтон, Дэвид Колин
Дэвид Колин Шеррингтон (5 марта 1945, Ливерпуль — 4 октября 2014, Глазго) — британский химик, синтезировавший и исследовавший пористые полимерные материалы, профессор университета Стратклайда. Синтезировал и исследовал целый ряд катализаторов на полимерной основе, в частности катализаторов твердофазного синтеза пептидов.

## Биография
Дэвид Колин Шеррингтон родился 5 марта 1945 года, в семье портового рабочего Альфреда Джорджа Шеррингтона и поварихи Люси Глэдис Шеррингтон. В семье было также две сестры: Норма и Линда. Семья жила на Вебстер-стрит, Литерленд, Ливерпуль. В 1950—1956 г. Дэвид учился в начальной школе, а в 1956 году сдал экзамены и поступил в гимназию Ватерлоо. Здесь ему особенно полюбилась латынь, однако к концу обучения он прекрасно успевал по всем предметам, что дало ему возможность в 1963 г. поступить сразу на второй курс химического факультета Ливерпульского университета. Он также получил стипендию университета им. сэра У. Х. Тейта в области естественных наук.
В качестве специализации Шеррингтон между органической и физической химией выбрал вторую. Дэвид окончил бакалавриат с отличием в 1966 году. Бакалаврская работа была выполнена под руководством Тони Ледвита и была посвящена изучению кинетики катионной полимеризации изобутилвинилового эфира.
После окончания университета в 1969 году он защитил диссертацию на степень Ph.D в Ливерпуле под руководством Тони Ледвита, который занимался вопросами реакционной способности свободных ионов в виниловой полимеризации.
Во время работы над докторской диссертацией отец Дэвида получил серьезные травмы в результате аварии на верфи и через неделю скончался. Первоначально Шеррингтон планировал после получения докторской степени провести в Канаде постдокторскую исследовательскую работу. Однако после смерти отца он решил остаться в Ливерпуле в группе Ледвита в качестве научного ассистента, чтобы помочь своей недавно овдовевшей матери.
В 1971 году прошел собеседование в университете Стратклайда на должность лектора по физической химии факультета теоретической и прикладной химии. В 1984 году Дэвид принял трехлетний контракт на работу в лабораторию Unilever Port Sunlight. Основной его задачей была организация отдела полимерной химии и руководство им. Области, над которыми Дэвид работал в Unilever и которые оказали влияние на бизнес компании, включали: микроинкапсулирование, биоразлагаемые полимеры, реологические модификаторы, вспомогательные полимеры для осаждения шампуня 2-в-1, стабилизация красителей в отбеливателях и молекулярную печать.
В 1987 году Дэвид вернулся в Стратклайдский университет в качестве профессора и заведующего отделом органической химии. В последующие годы он создал большую международную исследовательскую группу. Один из его аспирантов, Сид Симпсон, который был чемпионом Шотландии по аккордеону среди юниоров, написал для Дэвида произведение «Удочка Дэвида». Особенностью его карьеры в университете Стратклайда было то, что он посвящал много времени подготовке и проведению выступлений перед аудиторией. Он старался сделать химию интересной, увлечь слушателей, «поймать их на удочку».
Дэвид являлся также приглашенным профессором ряда университетов: Пизанский университет (1981), Университет Танты (1984), Университет Нанкай (1992), Бомбейский университет (1995), Университет Улу (1996), Университет Бордо (1997), Университет Кёнсан (1996) и Токийский технологический институт (1994). Он был избран членом Королевского химического общества в 1981 году, в 1990 году - членом Королевского общества Эдинбурга, награжден медалью Бейлби в 1993 году и премией Дж. Б. Гуденау Королевского химического в 2009 году.
Являлся членом Совета исследовательской полимерной группы.
На протяжении всей своей карьеры Дэвид был членом редакционных коллегий нескольких журналов, включая Reactive Polymers (1982—1986, 1987—2010), British Polymer Journal (1987—1991), European Polymer Journal (1987—2006), Polymers for Advanced Technologies (2000—2010) и Chemical Communications (1997—2004).
К концу жизни Шеррингтону был поставлен диагноз множественная системная атрофия. Летом 2014 года у Дэвида случился тяжелый приступ аспирационной пневмонии. Болезнь возобновилась в октябре 2014 года, к этому времени его иммунитет существенно ослаб. Он умер утром 4 октября 2014 года.

## Научные исследования

### Ранние исследования в Стратклайде
Первоначально в Страйтклайдском университете Дэвид исследовал механизмы катионной полимеризации. С 1975 года его исследования были посвящены использованию амфифильных полимеров в качестве катализаторов фазового перехода,. В это время интерес Шеррингтона захватывают практические исследования.
В 1976 году Шеррингтон публикует статью, посвященную синтезу ряда сшитых частиц из полистирола, включая микропористые и макропористые, содержащие остатки трифенилфосфина и их реакции со спиртами в растворе тетрахлорида углерода для получения алкилхлоридов.

### Работа в Uniliver
C 1984 года Шеррингтон начинает работать в Uniliver. Во это время Дэвид разработал различные сшитые пористые полимеры, которые впоследствии широко использовались в качестве основы для разного рода реагентов. Первоначально данные полимеры были виниловыми и получались в результате реакций радикальной полимеризации. Под руководством Шеррингтона подобные полимеры стали получать методом поликонденсации.
Важной задачей, которой Дэвид Шерингтон посвятил свою работу, являлась подготовка твердых субстратов, обладающих высокопористой структурой и способных удерживать подобную структуру даже в отсутствие растворителя (макропористые или макрорезистивные частицы). Пористая структура, как правило, поддерживалась за счет использования высокого уровня сшивки: это придает жесткость материалу. Это также означает, что такие частицы имеют две основные особенности: сильно сшитый «скелет» и большие поры. Подобные макропористые полимерные частицы были приготовлены в основном путем суспензионной полимеризации.
В последующие годы Дэвид адаптировал для полимеризации суспензий метод, в котором задействован осциллирующий реактор. Полученный метод позволяет проводить полимеризацию суспензий в малом масштабе.
Возможными областями применения полученных полимерных материалов стали: твердофазный синтез пептидов, твердофазный синтез олигоэфиров, салфетки для очистки поверхности и стеклоочистители, парфюмерные основы в освежителях воздуха, полимерные поверхностные активные вещества и коллоидные стабилизаторы.
Ключевым применением сшитых пористых полимеров стал твердофазный синтез пептидов. В результате Unilever инициировала программу с National Starch (в то время входящей в Unilever) по коммерциализации поддержки, полученных Дэвидом полимеров. В результате Unilever выдала лицензию на эту технологию компании Bio-Rad.

### Возвращение в университет Стратклайда
По возвращении в Стратклайдский университет Шеррингтон продолжил исследования сшитых полимеров.
Он разработал методики получения различных по структуре полимерных частиц полимеризацией суспензий не только на основе стирола, но и других исходных мономеров, таких как метилметакрилат, глицидилметакрилат, N,N-диметилакриламид, акрилонитрил, имид иметилазол.
В дополнение к стандартным микропористым и макропористым субстратам, Шерингтон также синтезировал несколько типов более сложных нерастворимых субстратов. Среди них выделяются полимеры, изготовленные с использованием полиамидов.
Также были синтезированы композиты, в которых физически мягкий полимер находился внутри пор физически прочного неорганического вещества, такого как кизельгур. Шерингтон использовал большинство из перечисленных выше видов субстратов, например, для подготовки ионообменных материалов и/или для подготовки катализаторов на полимерной основе.
Шеррингтон использовал широкий спектр методов для описания структуры и эффективности различных веществ, синтезированных его исследовательской группой, среди которых можно выделить оптическую микроскопию, электронную микроскопию, ядерно-магнитный резонанс на ядрах 13C, просвечивающую электронную микроскопию, рассеяние нейтронов под небольшим углом и порозиметрия ртути,,,. Некоторые из методов были впервые использованы для характеристики нерастворимых веществ.
Сшитые полимерные частицы были исследованы Шеррингтоном в качестве стационарной фазы для разделения и анализа смесей, содержащих близкородственные молекулы. Аналогичные материалы были использованы для твердофазного выделения и концентрирования веществ из растворов. Подобные полимерные композиты оказались способны селективно связывать амоксициллин, цефалексин, цефалоспорин С, ципрофлоксацин, карбамазепин, напроксен и сульфонаты нафталина.
Так же были получены модифицированные полимерные частицы, которые позволяли связывать селективно ионы металлов Cu2+, Zn2+ или Hg2+.
Иной областью исследований Шеррингтона было связывание комплексов переходных металлов с субстратами с целью получения катализаторов на полимерной основе для реакций окисления органических соединений. Первым из них стала серия катализаторов на основе аминокислотных или имидазолсодержащих комплексов Mo(VI),. Лучшим из них оказался катализатор на основе полибензимидазола. Это ускорило эпоксидирование пропена терт-бутиловым гидропероксидом с очень высоким выходом.
Дэвид подготовил различные версии катализатора Шарплесса, синтезировав ряд сшитых полиэфиров винного камня и обрабатывая их тетраизопропоксидом титана . Полученные катализаторы способствовали эпоксидированию аллильных спиртов терт-бутил гидропероксидом.
Иным катализатором был полимерный аналог катализатора Якобсена с полистирольными или полиметакрилатными субстратами. Полученные катализаторы показали хорошие значения энантиомерных избытков.
Так же Шеррингтоном был разработан полистирольный катализатор на платиновой основе для гидросилилирования окта-1-ена с использованием метилдихлорсилана.
Помимо выше упомянутых соединений были синтезированы полимерные катализаторы на основе никеля.

## Личные качества
Дэвид был общительным, теплым человеком, особенно это касалось детей. Благодаря Шеррингтону в его научной группе была создана атмосфера многонациональной семьи. Дэвид Шеррингтон был неким отцом группы и делал все, чтобы ее члены использовали свой потенциал по максимуму. Он был заинтересован в их развитии и карьере даже после того, как они покидали группу.

## Хобби
В студенческие годы из-за проблем с лишним весом начал заниматься сквошем, благодаря которому и познакомился со своей будущей супругой в сквош-клубе.
Основным хобби в течение его жизни являлась рыбалка. Любовь к этому занятию еще с детства ему привил его отец. В дальнейшем это хобби разделяла и его супруга Валери. В 1997 году во время празднования серебряной свадьбы Шеррингтоном был пойман на тот момент рекордный по весу лосось (78 фунтов).

## Личная жизнь
В 1972 году женился на Валери Винникомб, с которой провел всю жизнь. Детей у пары не было.